# Эгштедт
Эгштедт (нем. Eggstedt) — община в Германии, в земле Шлезвиг-Гольштейн.
Входит в состав района Дитмаршен. Подчиняется управлению КЛьГ Бург-Зюдерхаштедт. Население составляет 781 человек (на 31 декабря 2010 года). Занимает площадь 12,79 км².
Коммуна подразделяется на 5 сельских округов.